# 24 часа Ле-Мана

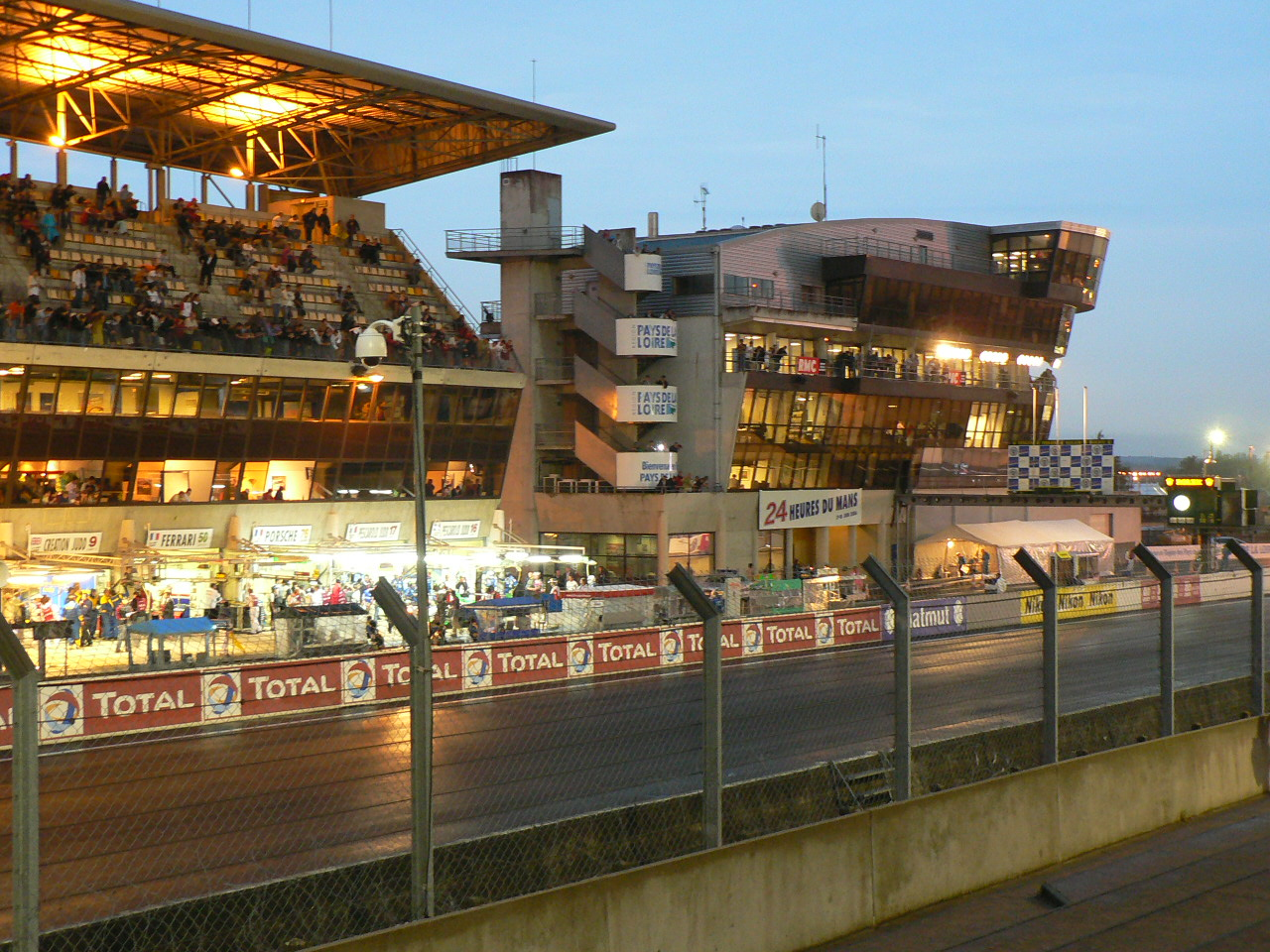
Боксы на рассвете

24 часа Ле-Мана (фр. 24 Heures du Mans) — автомобильная гонка на выносливость, проходящая ежегодно с 1923 года недалеко от города Ле-Ман во Франции. Гонку также часто называют «Гран-при выносливости и экономичности». Команды вынуждены искать баланс между скоростью и надёжностью автомобилей, которые должны продержаться в течение 24 часов без механических повреждений, а также рационально использовать расходные материалы, такие как топливо, шины и тормозные колодки. Заодно проверяется и выносливость пилотов, которым зачастую приходится проводить за рулём до восьми часов подряд, пока их не сменит партнёр по команде на очередном пит-стопе. Ожидая своей очереди, пилоты успевают перекусить и немного отдохнуть. По действующим правилам каждым автомобилем, участвующим в гонке, должны поочерёдно управлять не менее трёх пилотов.
Организатором соревнования выступает Западный автоспортивный клуб Франции (Automobile Club de l’Ouest, ACO). Гонка проводится на трассе «Ле-Ман», проложенной частично по дорогам общего пользования, частично — по специально построенным участкам, на которых проверяются не только скорость автомобилей и умения пилотов, но и их способность продержаться на трассе в течение 24 часов. В гонке участвуют машины различных групп, которые объединяются в классы по сходным характеристикам и соревнуются как между собой, так и в общем зачёте. Изначально в соревнованиях участвовали автомобили, находящиеся в свободной продаже. Впоследствии их стали называть «спортивными», по аналогии со специальными гоночными моделями, которые выступали в Гран-при. Со временем автомобили-участники стали всё меньше походить на серийные дорожные версии, и в настоящее время в гонке представлены два класса двухместных спорт-прототипов с закрытым кузовом и два класса автомобилей типа гран-туризмо, гораздо более приближённых к мощным спортивным моделям, находящимся в свободной продаже.
Участвующие команды организованы самыми различными способами: среди них и спортивные подразделения производителей дорожных автомобилей, желающих доказать превосходство своей продукции, и команды гонщиков-профессионалов, представляющие своих спонсоров (некоторые из них также являются автопроизводителями, однако не желают тратить средства на создание собственных команд), и любительские гоночные команды, которые стремятся поучаствовать в престижной гонке и завоевать победу для своих спонсоров.
Соревнование проводится в июне, когда лето в Европе в полном разгаре. В особенно жаркие дни кабины автомобилей с закрытым кузовом могут сильно нагреваться, что, с учётом традиционно слабой вентиляции, создаёт пилотам значительный дискомфорт. С другой стороны, дождь во время гонки тоже не редкость. С 2009 года гонка стартует в 15:00 по местному времени (до этого начиналась в 16:00), продолжается всю ночь и заканчивается в то же время на следующий день. За 24 часа современные автомобили обычно успевают проехать более 5000 километров. Действующий рекорд — 5410 километров — был установлен в 2010 году. Это расстояние более чем в шесть раз превышает дистанцию гонки 500 миль Индианаполиса и почти в 18 раз — Гран-при Формулы-1.
Вслед за гонкой «24 часа Ле-Мана» по всему миру стали появляться аналогичные 24-часовые соревнования, в том числе на трассах Дайтона, Нюрбургринг, Спа-Франкоршам, Сибринг и Маунт-Панорама. В настоящее время проводятся также Азиатская серия Ле-Ман и Европейская серия Ле-Ман, а ранее проводилась Американская серия Ле-Ман, состоящие из нескольких автоспортивных соревнований, проводящихся по правилам, аналогичным правилам гонки «24 часа Ле-Мана». Среди других гонок можно отметить Le Mans Classic — соревнование на трассе «Ле-Ман» ретроавтомобилей, которые в своё время принимали участие в гонке «24 часа Ле-Мана», версию гонки для мотоциклов, которая проводится на укороченной версии трассы Ле-Ман — трассе Bugatti, картинг-гонку (24 Heures Karting) и гонку грузовиков (24 Heures Camions).
Долгое время гонка являлась этапом Чемпионата мира среди спортивных автомобилей, хотя всегда считалась престижнее Чемпионата мира. Сейчас она — этап Мирового чемпионата гонок на выносливость FIA. «24 часа Ле-Мана» также входит в неформальную Тройную корону автоспорта, которая является мерилом спортивных достижений гоночных пилотов и включает также Формулу-1, IndyCar и кольцевые автогонки. Её также считают частью Тройной короны гонок на выносливость, объединяющей крупнейшие соревнования спортивных автомобилей, в том числе 12 часов Сибринга и 24 часа Дейтоны. Победа в этом соревновании, наряду с триумфом в 500 миль Индианаполиса и Гран-при Монако, является составляющей престижного неофициального достижения — Тройной короны автоспорта.

## Цель
В то время, когда гонки Гран-при были основной формой автоспортивных соревнований в Европе, Ле-Ман задумывался как испытание другого характера. Гонка должна была выявлять не только самые быстрые автомобили, но и умение производителей создавать надёжные и экономичные спортивные машины. Для гонок на выносливость требуются автомобили, которые способны проходить максимальную дистанцию, проводя в пит-боксах как можно меньше времени.
Кроме того, в силу особенностей трассы Ле-Ман автомобили должны были обладать хорошими аэродинамическими качествами и повышенной устойчивостью на больших скоростях. Такие же требования предъявлялись и на гонках Гран-при, однако немногие трассы в Европе имеют длинные прямые, наподобие Mulsanne. Часть трассы проложена по дорогам общего пользования, где качество покрытия ниже, чем на специализированных автодромах, что требует повышенной надёжности всех узлов автомобиля.
После нефтяного кризиса в начале 1970-х годов организаторы соревнований установили ограничение на количество топлива, которое может быть израсходовано одним автомобилем в течение всей гонки (действовало в классе Группа C). Впоследствии, когда команды научились применять технологии снижения расхода топлива, Группа C существовать перестала. Однако вопрос экономичности до сих пор весьма актуален для некоторых команд, которые пытаются сократить время пребывания автомобилей на пит-стопе за счёт появившихся в начале XXI века альтернативных источников энергии.
Многие технологические инновации, разработанные для Ле-Мана, впоследствии начинают использоваться в серийных автомобилях. Стали появляться всё более быстрые и экзотические суперкары, так как производители старались увеличить скорость дорожных автомобилей для последующего превращения их в ещё более быстрые машины класса Гран-Туризмо.

## Гонка

### Автомобили
Обычное число участников гонки — около 60 - 62. Каждый автомобиль должен иметь не менее двух сидений, хотя в последние годы правила требуют лишь наличие места под установку второго сиденья, а не самого сиденья. Допускается наличие не более двух дверей; на открытых болидах двери не требуются.

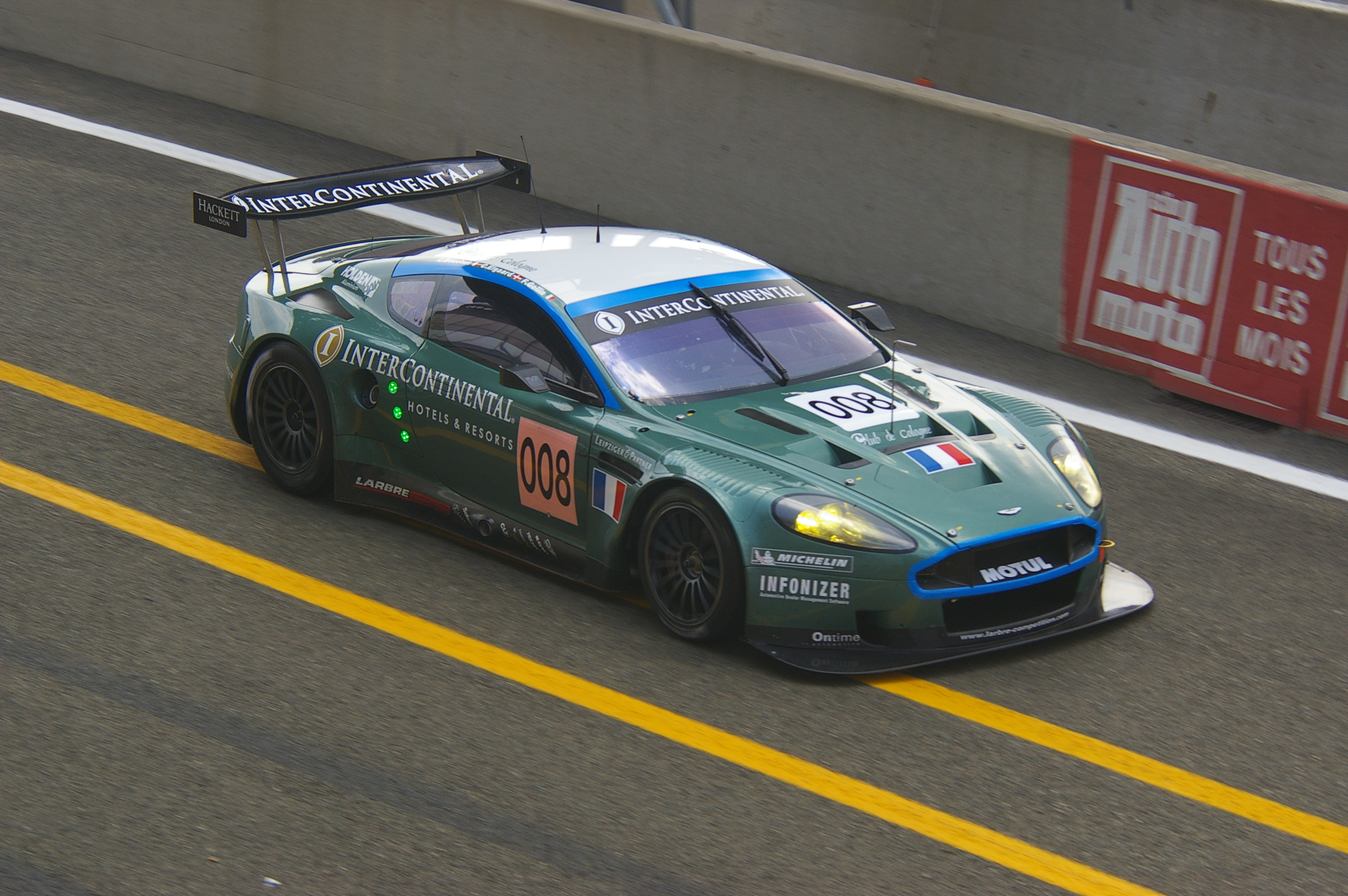
Aston Martin DBR9, выступавший за бывший класс LMGT1

Гонка проходит одновременно среди всех участников, которые, однако, разделены на классы. Результаты гонки определяются как в абсолютном зачёте, так и в каждом классе отдельно.
Состав классов изменялся за годы существования гонки, в настоящее время существуют четыре класса. Прототипы Ле-Мана — верхние классы LMP1 и LMP2, различные по скорости, весу и мощности. С 2011 года также участвуют два класса Гран-Туризмо (GT) на базе серийных автомобилей — GT Endurance Pro и GT Endurance AM. Они оба относятся к классу FIA GT2. Машины класса LMP1 обычно имеют больше шансов на победу, однако случалось, что представители более слабых классов побеждали благодаря более высокой надёжности.

### Пилоты
Первоначально правила не оговаривали число пилотов и время, в течение которого они могут вести автомобиль. Хотя в первые десятилетия почти все команды включали двух пилотов, некоторые гонщики, например, Пьер Левег и Эдди Холл, делали попытки участвовать в гонке в одиночку, надеясь сэкономить время на смене пилота. В дальнейшем такая практика была запрещена. Вплоть до 1980-х существовали команды с двумя пилотами, но к концу десятилетия в правилах было закреплено, что каждый автомобиль должен управляться не менее чем тремя пилотами.
К 1990-м годам из-за скоростей автомобилей и физического и умственного напряжения в правила были введены другие положения, призванные повысить безопасность пилотов. Так, пилот не мог находиться на трассе более восьми часов подряд, а в общей сложности в течение всей гонки — более четырнадцати часов. Это позволило снизить усталость пилотов во время гонки.

### Правила и традиции
Хотя гонка «24 часа Ле-Мана» была частью Чемпионата мира среди спортивных автомобилей на протяжении многих лет, она имела правила, отличные от используемых в остальных случаях, — отчасти из-за продолжительности соревнования. Некоторые правила отличались из соображений безопасности, другие — в силу особенностей соревнования.
В течение многих десятилетий действовало правило, по которому экипаж был обязан проехать в гонке не менее часа, прежде чем ему позволялось дозаправить автомобиль техническими жидкостями (такими как масло или охлаждающая жидкость), за исключением топлива. Это было попыткой ACO повысить экономичность и надёжность. Автомобили, которые не могли продержаться первый час без дозаправки жидкостей, дисквалифицировались.
Другое уникальное правило Ле-Мана — требование остановки двигателя перед дозаправкой в боксах. Это требование не только основывается на соображениях пожаробезопасности, но также способствует повышению надёжности автомобиля, так как таким образом проверяется способность повторно многократно запускать двигатель во время гонки. Другая часть этого правила — механикам не позволяют работать с автомобилем или менять комплект шин, пока происходит заправка топливом. Таким образом, командам пришлось искать инновационные пути сокращения времени этих длительных остановок. В качестве исключения из этого правила замена пилотов в течение дозаправки разрешается.
Гонка в Ле-Мане имеет собственные традиции. Одна из самых давних — размахивание французским триколором в качестве сигнала к началу гонки. Обычно это сопровождается пролётом реактивных самолётов, за которыми тянутся полосы красного, белого и синего дыма. Подобная традиция касается и других флагов — на последнем круге маршалы гонки размахивают флагами безопасности, поздравляя победителей и других финишировавших.
Именно на гонке «24 часа Ле-Мана» было положено начало такой традиции, как душ из шампанского. В 1967 году победителями гонки стали Дэн Герни и Эй-Джей Фойт. Когда они поднялись на подиум, им вручили большую бутылку шампанского. Рядом с подиумом они заметили президента Ford Генри Форда II, владельца команды Кэрролла Шелби, их жён и нескольких журналистов, ранее пророчивших провал выдающегося дуэта. Дэн встряхнул бутылку и окатил шампанским всех, кто стоял рядом с ним, установив таким образом традицию празднования победы, которая вот уже более 50 лет поддерживается во всём мире. Герни оставил на бутылке свой автограф и вручил её репортёру журнала LIFE Флипу Шульке, который затем в течение многих лет использовал её в качестве лампы. Недавно[когда?] он возвратил бутылку Дэну, который теперь хранит её в своём доме в Калифорнии.

### Расписание
Первая гонка состоялась 26—27 мая 1923 года, но начиная со второй стала ежегодно проводиться в июне. Исключения были в 1956 году, когда гонку проводили в июле, в 1968 году, когда её перенесли на сентябрь из-за нестабильной политической ситуации в стране. В 2020 году гонка была перенесена на сентябрь, а в 2021 — на август из-за пандемии COVID-19. Гонка отменялась в 1936 году из-за всеобщей забастовки, а затем не проводилась с 1940 по 1948 год из-за Второй мировой войны и её последствий.
Гонка обычно проходит во второй уик-энд июня. Квалификация и тренировки проходят в среду и четверг, после прохождения автомобилями административно-технического осмотра в понедельник и вторник. В настоящее время эти мероприятия проводятся в вечернее время, а также ночью, двумя периодами по два часа. Пятница — день отдыха, в этот день проходит парад, в ходе которого все водители проезжают через центр города Ле-Ман.
Перед основными соревнованиями также обычно проводилась тестовая гонка, традиционно в конце апреля или в начале мая. Этот пробный заезд служил предварительной квалификацией — самые медленные по его результатам машины не допускались затем до главной квалификации. Впоследствии, в 2000 году, из-за высокой стоимости доставки автомобилей в Ле-Ман и их транспортировки из Ле-Мана на другие соревнования, соответствующие их классу, в период между предварительным и основным заездами, было решено отказаться от предварительной квалификации и допускать к гонке всех участников, прошедших пробный заезд. В 2005 году тестовую гонку перенесли на первый уик-энд июня.
С 2001 года в программу соревнований также входят гонки «Легенда Ле-Мана» — обычно это показательные заезды в дни квалификации, которые проводятся за несколько часов до выхода на трассу основных участников.
До 2008 года гонка традиционно стартовала в 16:00, за исключением 1968 года, когда из-за календарной задержки её решили начать в 14:00. В 1984 и 2007 годах старт был перенесён на 15:00 из-за того, что гонка конфликтовала по времени со всеобщими выборами во Франции. 17 июня 2006 года ACO запланировал начало гонки на 17:00, чтобы максимально увеличить время трансляции соревнований между показами матчей Чемпионата мира по футболу. В 2009 году соревнования проводились 13-14 июня начиная с 15:00 по местному времени (13:00 GMT). С тех пор гонка ежегодно начинается в это время.

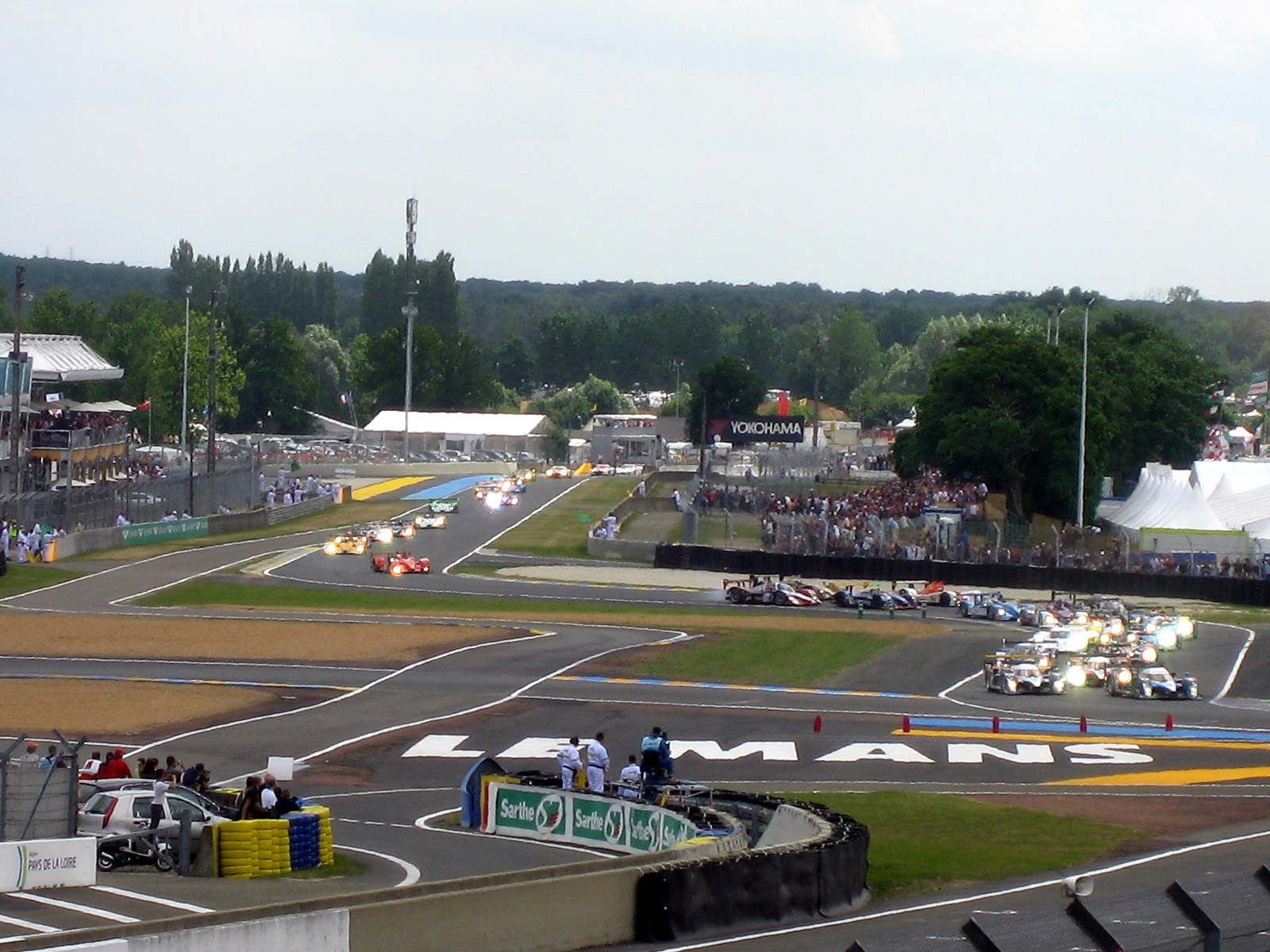
Старт с хода на соревнованиях 2008 года

### Квалификация
Первоначально результат гонки определялся дистанцией. Команда, прошедшая максимальное расстояние, объявлялась победителем. Это сыграло злую шутку с командой Ford в 1966 году. Два автомобиля Ford, уверенно лидировавшие в гонке, слегка притормозили на подъезде к финишной черте, «позируя» для фото. В результате Денни Халм финишировал чуть раньше Брюса Макларена. Однако, поскольку автомобиль Макларена в стартовой сетке располагался значительно дальше, чем машина Халма, фактически за 24 часа он проехал больше. С преимуществом в восемь метров победителями были названы Макларен и его второй пилот Крис Эймон. Это решение не только стоило Халму первого места, но и оставило без победы его второго пилота Кена Майлса. Майлс к тому времени уже одержал победу в двух других гонках на выносливость в Себринге и Дейтоне. Выиграв в Ле-Мане, он стал бы первым пилотом, одержавшим победу во всех трёх гонках, тем более в один год. Майлс был одним из опытнейших пилотов на трассе. К несчастью, позднее в том же году он погиб в аварии.
Правило наибольшей пройденной дистанции было изменено со введением старта с хода, и теперь победителем считается пилот, завершивший наибольшее количество кругов.
Чтобы квалифицироваться в гонке, автомобиль должен пересечь финишную черту по истечении 24 часов.
Согласно другому правилу, установленному ACO, автомобили должны преодолеть не менее 70 % дистанции, пройденной победителем в общем зачёте. Машина, не сумевшая сделать столько кругов, считалась не прошедшей квалификацию даже в случае завершения ею гонки, так как не обладала достаточной надёжностью или скоростью.

### Старт гонки

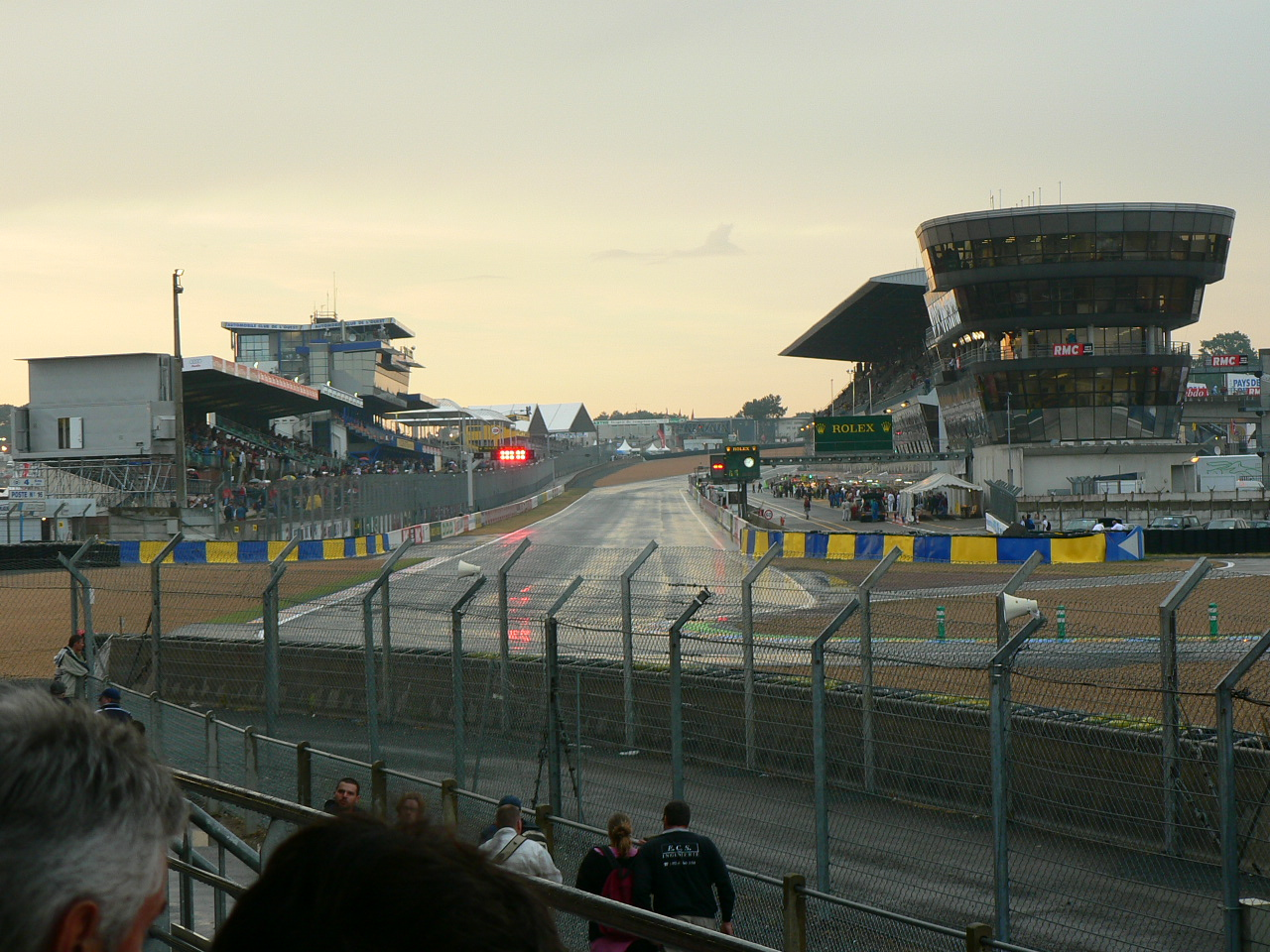
Постоянные боксы и пит-лейн для трасс «Сарта» и Bugatti

Традиционно гонка начиналась с так называемого старта в стиле Ле-Ман, при котором автомобили были припаркованы в одну линию вдоль боксов. Изначально машины выстраивались в зависимости от объёма двигателя, но с 1963 года их порядок стал определяться результатом квалификации. До старта пилоты стояли на другой стороне дороги. После взмаха французского флага нужно было перебежать дорожное полотно, сесть в свою машину, самостоятельно завести её и стартовать. В конце 1960-х годов такую процедуру посчитали небезопасной, так как некоторые пилоты, торопясь побыстрее стартовать, игнорировали ремни безопасности, которые на тот момент были нововведением. Получалось, что пилоты либо пристёгивались неправильно, пытаясь сделать это на ходу, либо вообще проезжали несколько кругов непристёгнутыми, что в нескольких случаях приводило к смерти при аварии на старте.
Специально для такого старта конструкторы Porsche стали размещать ключ зажигания слева от руля. Благодаря этому водители леворульных машин могли левой рукой запускать двигатель, а правой одновременно включать передачу, выигрывая десятые доли секунды.
Стирлинг Мосс придумал собственный метод ускорения старта. Автомобиль ожидал его с уже включённой первой передачей. Садясь за руль, он включал зажигание, не выжимая сцепление. Машина трогалась с места с помощью стартера, однако не заводилась из-за низких оборотов. Спустя несколько секунд Мосс выжимал сцепление, разгонял обороты двигателя и заводил его уже на ходу.
Считая, что так стартовать небезопасно, на старте гонки 1969 года пилот Жаки Икс не стал бежать, а подошёл к своему автомобилю неторопливым шагом. Икс тщательно пристегнулся и только после этого начал гонку. На первом же круге той гонки в аварии погиб выступавший за свой счёт пилот Джон Вулф. Икс же одержал победу.
В 1970 году традиционный «старт в стиле Ле-Ман» претерпел изменения. Автомобили по-прежнему располагались в линию вдоль стены боксов, но водители сразу сидели за рулём, уже пристёгнутые. По сигналу французского триколора они запускали двигатели и стартовали. В 1971 году от этого метода также отказались и ввели старт с хода (по типу старта Индианаполиса).

## Трасса

Трасса «Сарта» c трассой Bugatti, обозначенной серым цветом

Гонка «24 часа Ле-Мана» проводится на трассе Circuit de la Sarthe (трасса «Ле-Ман»). Она проложена как по специально построенным участкам, так и по дорогам общего пользования, которые закрываются на время гонки. С 1923 года трасса претерпела сильные изменения, в основном связанные с соображениями безопасности, и теперь её длина составляет 13626 м. Первоначально она частично заходила в город Ле-Ман, однако затем её укоротили для лучшей защиты зрителей. Так образовались повороты Dunlop и Tertre Rouge перед выездом на старую трассу и прямую Мюльсанн. Сама прямая Мюльсанн также претерпела значительные изменения после того, как Международная автомобильная федерация (FIA) объявила о запрете использования трасс с прямыми длиннее 2 км. Это привело к созданию двух шикан, разрывающих старую 6-километровую прямую, на которой автомобили развивали чрезвычайно высокую скорость.
Части трассы, проходящие по дорогам общего пользования, отличаются от специализированных участков, особенно в сравнении с трассой Bugatti, которая является частью автодрома «Ле-Ман». Из-за довольно активного дорожного движения в этой области Франции общественные дороги находятся не в идеальном состоянии. Их покрытие также обеспечивает худшее сцепление с дорогой из-за отсутствия наслоений мягкой резины с покрышек гоночных машин — правда, только на первых кругах гонки. Дороги перекрываются лишь за несколько часов до начала практики и заездов и снова открываются буквально сразу после окончания гонки. Дорожным рабочим приходится каждый год собирать и разбирать защитные ограждения на участках публичных дорог.

## История
Отчёты о каждой гонке см. в категории гонки «24 часов Ле-Мана».

### 1923—1939 гг.

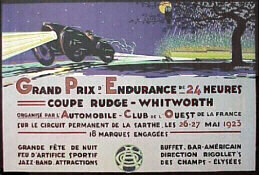
Плакат, посвящённый гонке «24 часа Ле-Мана» 1923 года

Первая гонка «24 часа Ле-Мана» прошла 26-27 мая 1923 года по дорогам общего пользования вокруг города Ле-Ман. Первоначально соревнования должны были проводиться раз в три года с призом в виде Трёхлетнего кубка Rudge-Whitworth, который должен был присуждаться автомобилю, прошедшему наибольшее расстояние по результатам трёх последовательных 24-часовых гонок. От этой идеи отказались в 1928 году, когда стали определять победителя в общем зачёте ежегодно, присуждая приз тому, кто смог преодолеть наибольшую дистанцию за 24 часа.
На первых соревнованиях доминировали французские, английские и итальянские пилоты, команды и производители. Наиболее успешными марками являлись Bugatti, Bentley и Alfa Romeo. В гонке 1931 года второе место в абсолютном зачёте занял Борис Ивановский, попутно он победил в своём классе 8.0 (свыше 5 литров) и стал единственным российским пилотом установившим лучшее время круга в 24 часах Ле-Мана. В гонке 1932 года лучший результат в абсолютном зачёте за всю историю «24 часов Ле-Мана» (4-е место) показала женщина — Одетт Сико.
Активное использование инноваций в конструкции автомобилей начало проявляться в конце 1930-х годов, когда Bugatti и Alfa Romeo стали использовать кузова с улучшенными аэродинамическими характеристиками для более быстрого прохождения прямой Мюльсанн. В 1936 году гонка была отменена из-за всеобщей забастовки во Франции, затем с началом Второй мировой войны в конце 1939 года в соревнованиях был сделан десятилетний перерыв.

### 1949—1969 гг.
В 1949 году после реконструкции автодрома гонка была возобновлена и вызвала повышенный интерес со стороны крупных автопроизводителей. 1949 год также ознаменовался первой победой Ferrari и её модели 166MM, которой управляли Луиджи Кинетти и Лорд Селсдон. С появлением в 1953 году Чемпионата мира среди спортивных автомобилей, частью которого являлся Ле-Ман, Ferrari, Aston Martin, Mercedes-Benz, Jaguar и многие другие производители стали отправлять на гонку по несколько автомобилей и соревноваться за победу в общем зачёте. Их борьба иногда приводила к трагедии, как в случае с аварией во время гонки 1955 года, когда автомобиль Пьера Левега на полном ходу врезался в толпу зрителей, убив более 80 человек. После этого происшествия стали повсеместно усиливаться меры безопасности, не только на кольцевых гонках, но и во всех других видах автоспорта. После аварии весь комплекс боксов был снесён и отстроен заново дальше от трассы. Также был расширен выезд на пит-лейн, хотя барьера между боксами и трассой всё ещё не было. Однако с усилением мер безопасности также повысилась и скорость автомобилей; переход от родстеров с открытой кабиной к купе с закрытой позволил машинам развивать скорость свыше 320 км/ч на Мюльсанн. В соревнованиях стала принимать участие компания Ford, выигравшая в 1960-х годах четыре гонки подряд, после чего как автомобили, так и сама гонка претерпели значительные изменения.

### 1970—1980 гг.

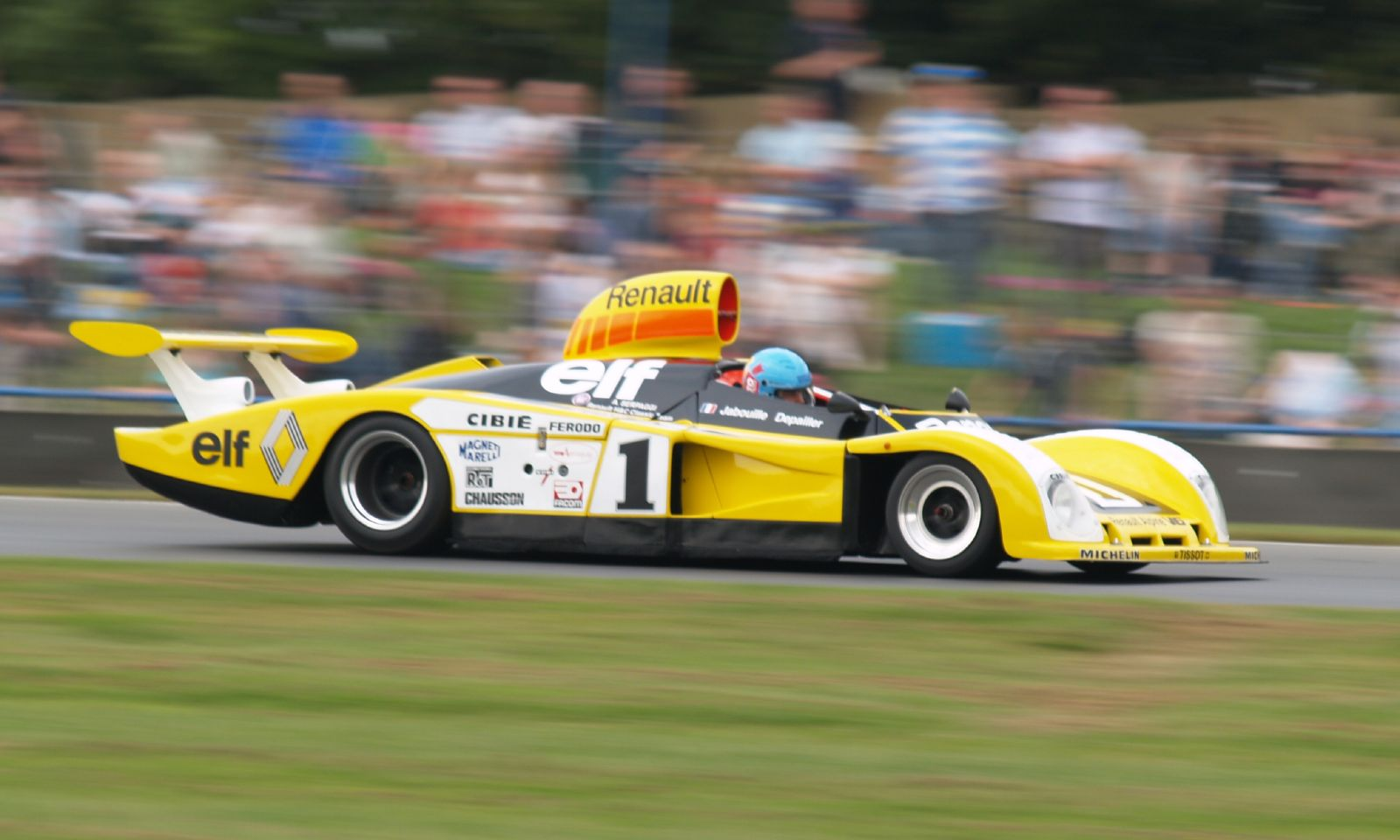
Renault Alpine A443 модели 1978 года

В новом десятилетии гонка стала ещё более скоростной, а автомобили — ещё более экзотическими. Для повышения безопасности традиционный для гонки старт с места был заменён на старт с хода в стиле Индианаполиса — спеша стартовать, гонщики игнорировали ремни безопасности, которые застёгивали лишь на первом пит-стопе. В гонке всё ещё принимали участие серийные автомобили, но они перешли в нижние классы, а большую часть машин стали составлять специально созданные прототипы, сначала группы 5, а затем и группы 6. В течение этого десятилетия доминировали Porsche 917, 935 и 936. На арену также стали возвращаться французские автопроизводители Matra-Simca и Renault, принёсшие своей стране первые победы со времён гонки 1950 года, и единственные могли противостоять доминированию Porsche. Это десятилетие также запомнилось сильными выступлениями многочисленных частных конструкторов, которым дважды удалось даже одержать победу. Джон Уайер и его Mirage одержали победу в 1975 году, а Жан Рондо сумел привести к победе носящий его имя автомобиль собственного производства в 1980 году.

### 1981—1993 гг.

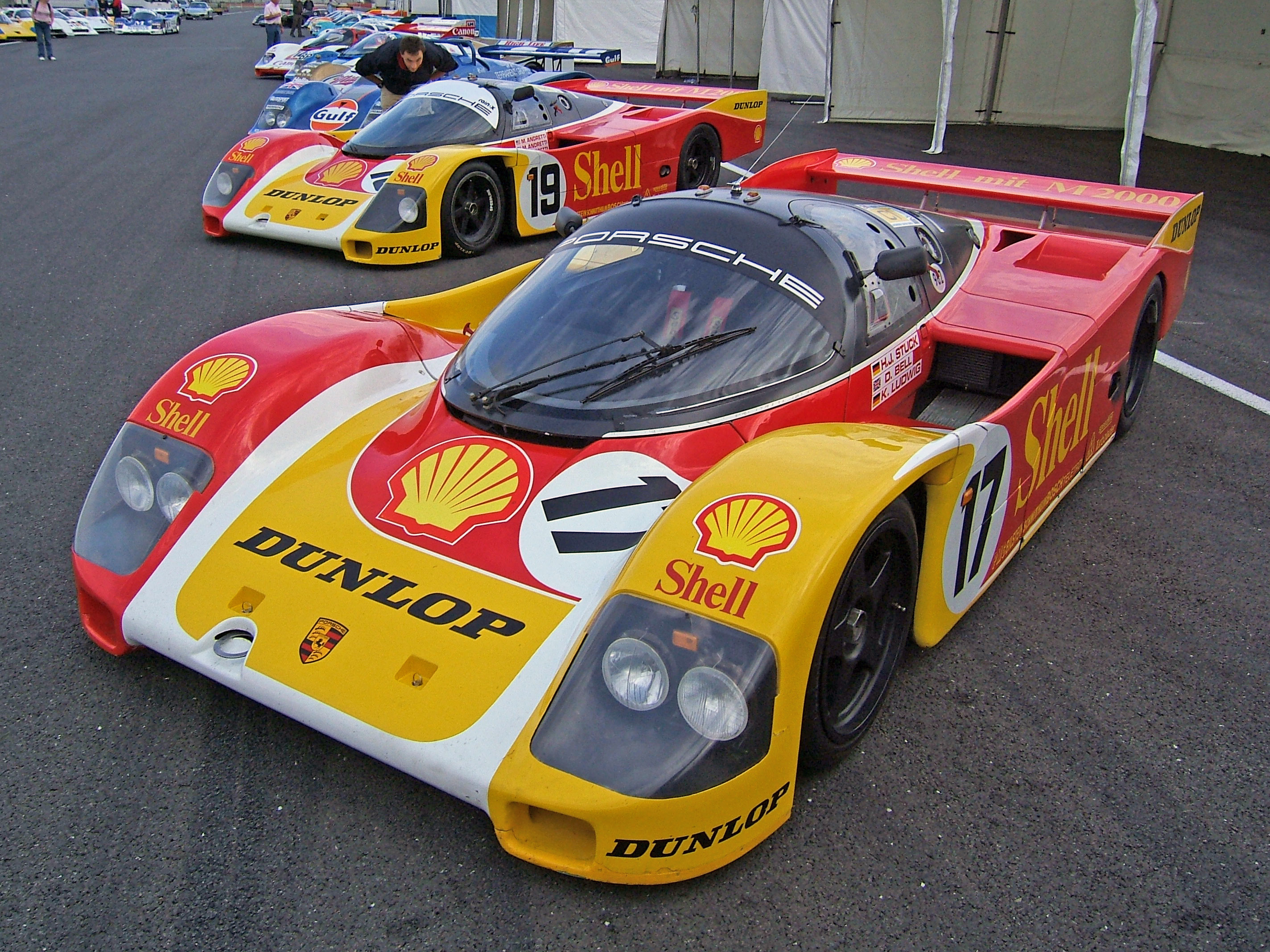
Короли группы С — Porsche 962

До конца 1980-х в новой Группе C, в которой поощрялась экономичность автомобилей, доминировала марка Porsche. Первоначально в этом классе соревновались автомобили 956, которые позже были заменены на 962. Благодаря доступной цене оба шасси массово приобретались частными конструкторами, в результате чего основанные на них модели побеждали в течение шести лет подряд. В автоспорт вернулись Jaguar и Mercedes-Benz. Первому производителю удалось потеснить безраздельно властвующего Porsche, победив в 1988 и 1990 годах (благодаря моделям XJR-9 и Jaguar XJR-12 соответственно).
В 1989 году победу одержал Mercedes-Benz на новейшем воплощении элегантной «Серебряной стрелы» — Sauber C9. Интерес со стороны японских автопроизводителей привёл к появлению на трассе прототипов от Nissan и Toyota. В том же 1989 году болид W.M.-Peugeot установил новый рекорд скорости на участке Ligne Droite des Hunaudières, разогнавшись на 6-километровой прямой до 406 км/ч. Единственной японской компанией, сумевшей добиться успеха, стала в 1991 году Mazda с уникальным автомобилем, оснащённым роторным двигателем, — 787B. В 1992 и 1993 годах своё превосходство продемонстрировала Peugeot, дебютировавшая в Ле-Мане с болидом Peugeot 905. Группа С и Чемпионат мира среди спортивных автомобилей к тому моменту уже отмирали.
В 1990 году трасса претерпела значительные изменения из-за разделения 5-километровой прямой Мюльсанн двумя шиканами. Это было сделано, чтобы предотвратить разгон болидов до скоростей, превышающих 400 км/ч. Это была первая попытка ACO замедлить скорость движения на различных участках трассы, хотя в некоторых местах болиды до сих пор периодически разгоняются до 320 км/ч.

### 1994—1999 гг.
После закрытия Чемпионата мира среди спортивных автомобилей в Ле-Мане стало появляться больше машин класса гран-туризмо на базе серийных экземпляров. Воспользовавшись пробелом в правилах, Porsche убедила ACO в том, что суперкар Dauer 962 Le Mans — серийный автомобиль, что позволило Porsche в последний раз выставить Porsche 962 на гонку и одержать убедительную победу. Несмотря на попытку ACO устранить пробел в правилах перед гонкой 1995 года, новичку McLaren удалось выиграть гонку на новом суперкаре F1 GTR с мотором BMW V12, благодаря исключительной надёжности которого автомобиль превзошёл по результатам более скоростные, но менее безупречные прототипы. Подобная тенденция наблюдалась в течение всех 1990-х годов, когда в обход правил ACO в отношении серийных автомобилей в категориях GT стало появляться всё больше экзотических суперкаров от Porsche, Mercedes-Benz, Toyota, Nissan, Panoz и Lotus.
Кульминацией стала гонка 1999 года, в которой такие автомобили класса GT соревновались с прототипами Ле-Мана от BMW, Toyota, Mercedes-Benz и Audi. Гонку выиграл болид BMW, после того как его более быстрые соперники — Toyota и Mercedes — пострадали из-за различных гоночных коллизий. Это принесло баварскому производителю первую победу в общем зачёте Ле-Мана.
Давление со стороны автопроизводителей вынудило ACO в 1999 году разрешить использовать имя «Ле-Ман» в названии серии автоспортивных гонок в США, которая получила известность как Американская серия Ле-Ман и стала квалификационным раундом для участия в европейской гонке Ле-Ман.

### 2000—2005 гг.

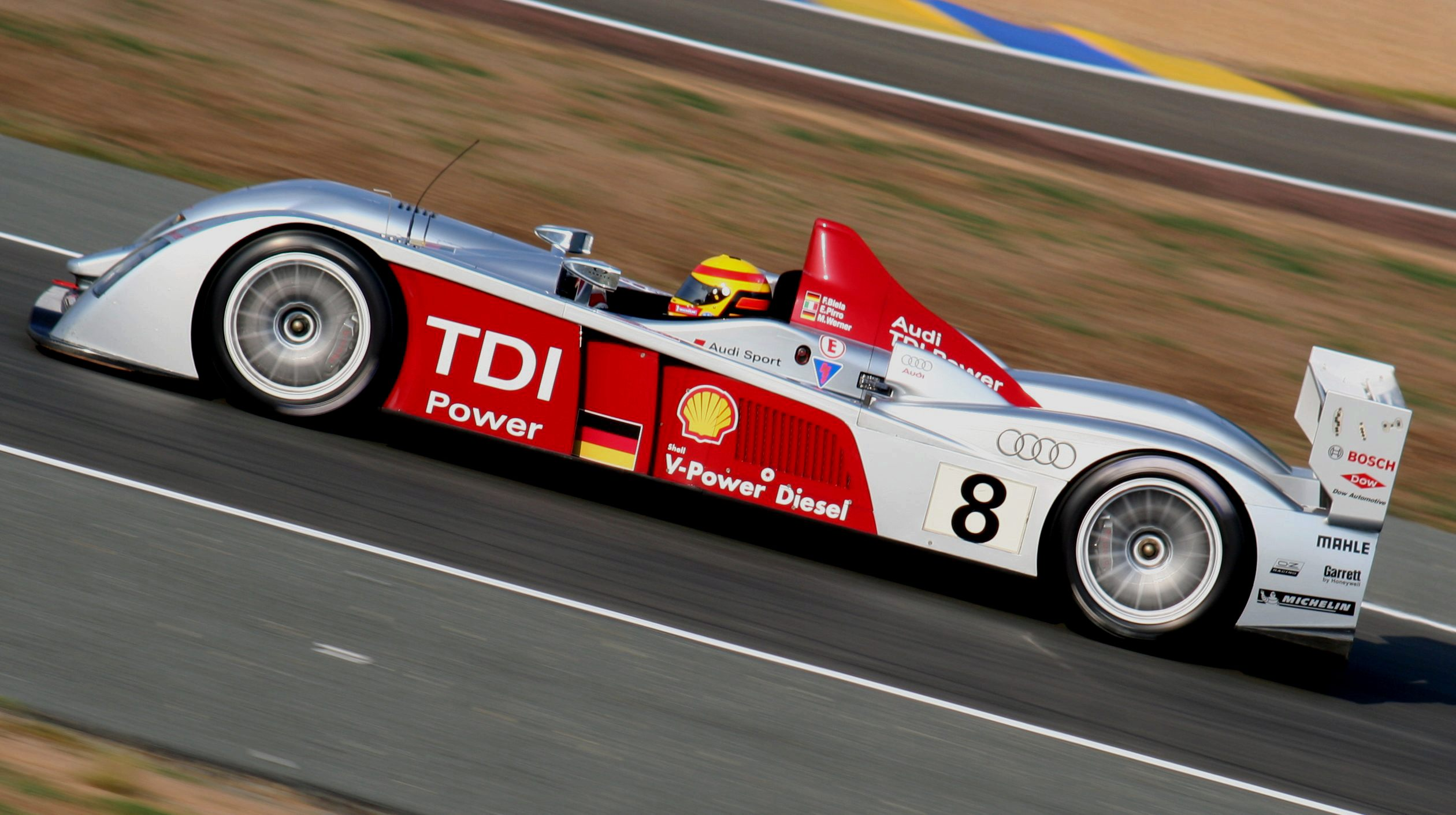
Audi R10 TDI с дизельным двигателем

После гонки 1999 года многие крупные автопроизводители отказались от участия в соревновании из-за его чрезмерной дороговизны. Остались только Cadillac и Audi, которая с лёгкостью одержала убедительную победу на своём болиде R8. Спустя три года Cadillac также вышел из соревнований. Попытки Panoz, Chrysler и MG свергнуть Audi с трона были обречены на неудачу, так как никто не мог тягаться с R8. После трёх побед кряду Audi предоставила двигатель, технический персонал и пилотов своему корпоративному партнёру Bentley, который вернулся в гонку в 2001 году. В результате в 2003 году Bentley Speed 8s заводской сборки сумел опередить болиды Audi, принадлежавшие частным конструкторам.

### После 2006 г.
В конце 2005 года, после пяти побед R8 в общем зачёте и шести побед её турбированного двигателя V8, Audi впервые выставила на гонку прототип R10 TDI с дизельным двигателем. Дизельные болиды и раньше участвовали в Ле-Мане, однако до этого ни один из них не одерживал побед. В этот период стали также применяться двигатели на других альтернативных видах топлива, в том числе на биоэтаноле. Однако компания Peugeot решила последовать за Audi и в 2007 году представила собственный дизельный прототип 908 HDi FAP.
Гонка 24 часа Ле-Мана 2008 года стала полем жаркой битвы между Audi R10 TDI и Peugeot 908 HDi FAP. После 24 часов напряжённой борьбы Audi удалось выиграть гонку с преимуществом менее чем в 10 минут. В 2008 году в гонке «24 часа Ле-Мана» приняла участие британская гонщица Аманда Стреттон. По состоянию на 2023 год Аманда Стреттон является последней гонщицей в истории «24 часов Ле-Мана», принявшей участие в наивысшем классе «24 часов Ле-Мана». На гонку 24 часа Ле-Мана 2009 года Peugeot выставила прототип, в котором использовалась новая система рекуперации энергии, наподобие KERS в Формуле-1. Aston Martin появился в классе LMP1, однако продолжил участие также в классе GT1, представленный частными командами. Audi выставила новый болид R15 TDI, но на этот раз победа досталась компании Peugeot, которая впервые с 1993 года заняла первое место в общем зачёте.
ACO также организовал вторую серию гонок наподобие американского чемпионата, но проводящуюся в Европе. ELMS послужила толчком к возрождению многих известных 1000-километровых гонок на выносливость. Впоследствии появилось соревнование Japan Le Mans Challenge, которое проводилось с 2006 года в Азии.
В 2011 году гонка стала первым раундом Межконтинентального кубка Ле-Мана в рамках очередной попытки создания мирового чемпионата гонок на выносливость. В 2012 году гонка стала основным этапом Чемпионата мира FIA по гонкам на выносливость, преемника МКЛМ. В 2012 году победа в гонке впервые досталась автомобилю с гибридным двигателем — Audi R18 e-tron quattro.
По состоянию на 2017 год самым успешным автопроизводителем остаётся Porsche, 19 раз становившийся победителем в общем зачёте и одержавший рекордные семь побед подряд.
13-14 июня 2020 года, в связи с пандемией COVID-19 и переносом гонки на 19-20 сентября 2020 года, была проведена первая в истории виртуальная гонка, в которой участвовали знаменитые гонщики, такие как Фернандо Алонсо и Рубенс Баррикелло.

## Инновации
За всю историю Ле-Мана было предложено множество инноваций, призванных справиться со сложностями трассы и формата соревнований. Нововведения либо диктовались правилами, либо внедрялись производителями в попытках обойти конкурентов. Некоторые новшества впоследствии стали широко использоваться в серийных автомобилях.

### Аэродинамика

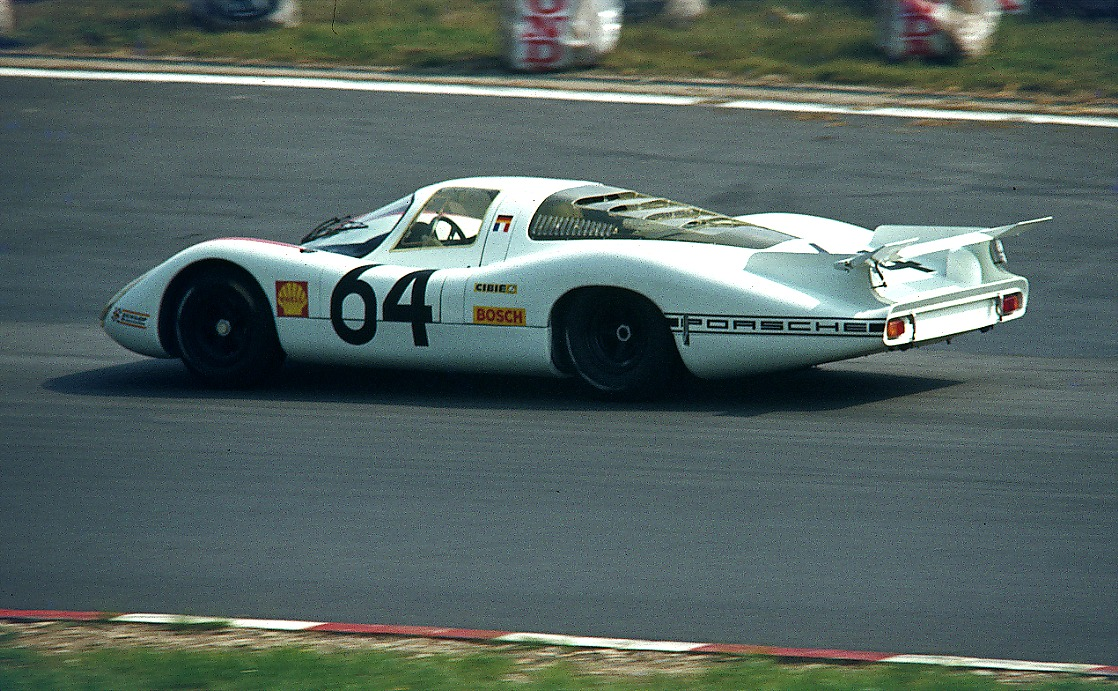
Porsche 908 Langheck, в переводе с немецкого — «длинный хвост»

Для победы в Ле-Мане важна максимальная скорость автомобиля, так как трасса включает в себя много длинных прямых участков. Поэтому конструкторы отдавали предпочтение улучшению скоростных характеристик машин, а не увеличению прижимной силы для лучшего прохождения поворотов. Первые автомобили-участники представляли собой обычные дорожные версии со снятыми для уменьшения веса элементами кузова. Кузова с оптимизированными аэродинамическими характеристиками на свои болиды впервые стала устанавливать Bugatti. Новый тип кузова получил неофициальное название «бак», так как по форме напоминал подвесные бензобаки самолётов. Все механические элементы автомобиля скрывались под плавными обводами такого кузова, что позволяло увеличить максимальную скорость.
После возобновления гонок по окончании Второй мировой войны большинство производителей стали использовать автомобили с закрытым кузовом и плавными контурами для улучшенной аэродинамики. Заметный пример использования модификаций с целью улучшения аэродинамических характеристик представляли собой автомобили, выставленные на гонку 1950 года Бриггсом Каннингемом. Каннингем представил два образца Cadillac Coupe de Villes 1950 года: один — почти не изменённый по сравнению с серийной версией, и второй — с полностью обновлённым алюминиевым кузовом, разработанным авиационными инженерами из Grumman Aircraft Engineering Corporation. Обтекаемый автомобиль выглядел настолько необычно, что французская пресса нарекла его Le Monstre («Чудовище»). Плавные линии и сглаженные элементы кузова, продиктованные необходимостью снизить аэродинамическое сопротивление, стали отличать участвующие в гонке модели от автомобилей для Гран-при, среди которых нечасто попадались машины с большим кузовом.
Со временем размеры кузова увеличивались, а его вес снижался. Большой кузов обеспечивал повышенную прижимную силу на поворотах без увеличения сопротивления, позволяя поддерживать высокую максимальную скорость. Основное увеличение размеров обычно приходилось на заднюю часть автомобилей, которых из-за этого называли длиннохвостыми. Для уменьшения лобового сопротивления кузовом стали также накрывать кокпит, хотя открытые кабины всё ещё периодически появляются на автомобилях в зависимости от правил. Работа над аэродинамикой достигла своего апогея в 1989 году, непосредственно до перестройки прямой Мюльсанн. Во время гонки 1988 года пилоты прототипа W.M. при помощи клейкой ленты залепили вентиляционные отверстия двигателя и показали на прямой Мюльсанн зарегистрированную скорость 404 км/ч. Этот ход был откровенным рекламным трюком, так как автомобиль был практически неуправляем на поворотах, а двигатель вскоре сломался из-за недостаточного охлаждения. Однако в 1989 году Mercedes-Benz C9 сумел разогнаться до 399 км/ч без экстремальных настроек.

### Двигатели

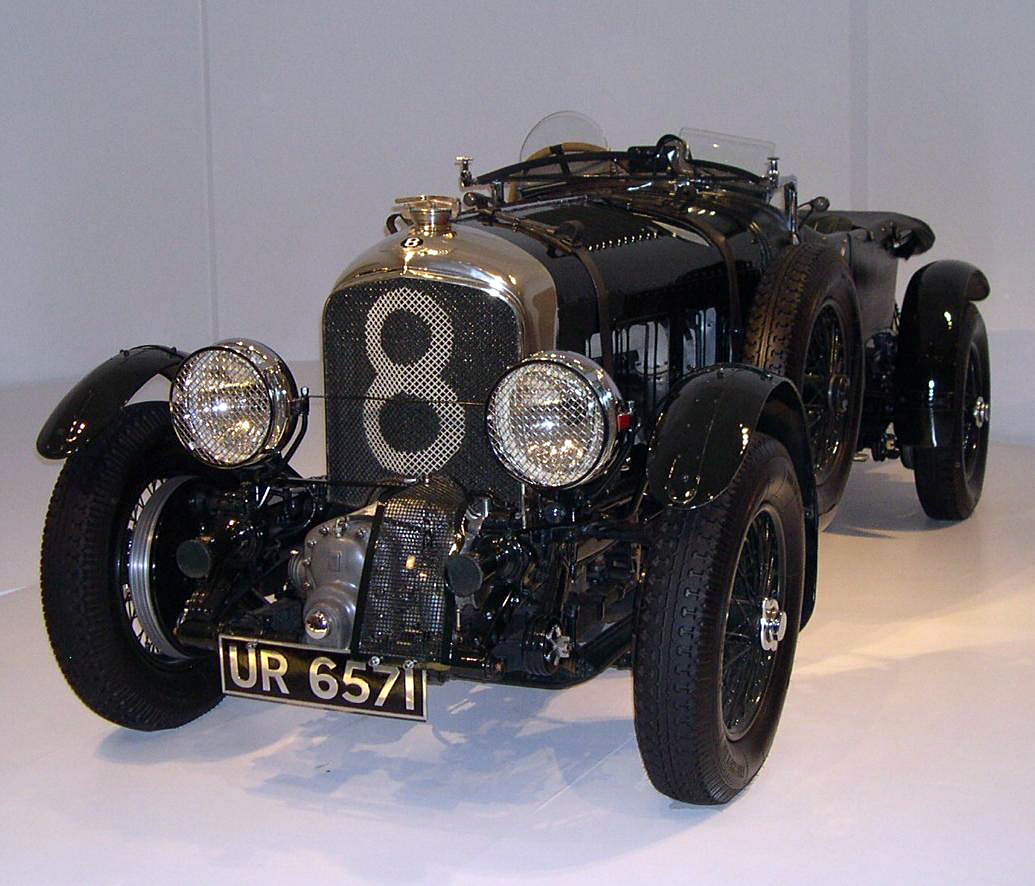
Ранняя модель Bentley с компрессором

На автомобилях-участниках Ле-Мана использовались самые разные двигатели, конструкторы которых стремились не только повысить скорость автомобиля, но и снизить расход топлива, чтобы машины проводили меньше времени в боксах. По размеру двигатели также бывали весьма разнообразны — от скромных 569 см3 (Simca Cinq) до внушительных 7986 см3 (Chrysler Viper GTS-R). Наддув в качестве средства повышения мощности двигателя появился в гоночных машинах ещё в 1929 году, а турбонаддув — лишь в 1974 году.
В 1963 году в гонке впервые принял участие автомобиль без поршневого двигателя, когда Rover в сотрудничестве с British Racing Motors представил болид с газовой турбиной. Машина выступила неплохо, хотя не показала выдающихся результатов. Она повторно вышла на старт в гонке 1965 года. American Howmet Corporation попыталась выставить свой турбинный автомобиль в 1968 году, однако с ещё меньшим успехом. Несмотря на внушительную мощь таких двигателей, они чрезмерно нагревались и расходовали много топлива.
Другим примером беспоршневого мотора стал двигатель Ванкеля, также известный как роторный двигатель. Предложенная в 1970 году концепция используется только на автомобилях Mazda. Этот компактный двигатель, как и турбина, отличался неуёмным аппетитом, хотя в отличие от неё со временем всё же достиг успеха. После многолетних разработок Mazda удалось стать единственным победителем в истории Ле-Мана, не использовавшим поршневой двигатель. Успех пришёл в 1991 году, когда победителем стал болид 787B.
Появлялись также двигатели более привычной конструкции, но работающие на альтернативных видах топлива. Так, в 1949 году на трассе впервые появился небензиновый автомобиль. В Delettrez Special использовался дизельный двигатель, а на следующий год появился M.A.P., тоже дизельный. За время существования «24 часов Ле-Мана» в гонке время от времени участвовали дизельные автомобили, однако только в 2006 году дизелем заинтересовался крупный автопроизводитель, Audi, создав успешную модель R10 TDI.
В 1980 году в гонке принял участие модифицированный Porsche 911 с двигателем на этаноле, одержавший победу в своём классе. В 2004 году двигатель на альтернативном биотопливе был представлен командой Nasamax в болиде DM139-Judd. В 2008 году было разрешено использование биотоплива (10 % этанола в бензиновых двигателях и биодизеля соответственно в дизельных). Компания Audi первой из автопроизводителей начала использовать 10-процентное биодизельное топливо следующего поколения BTL из биомассы, разработанное партнёром Shell.
С 2009 года новыми правилами ACO на гонку в Ле-Мане допускаются гибридные автомобили, оборудованные системами KERS или TERS (для рекуперации кинетической или тепловой энергии). При этом разрешается использование только электрических накопителей (то есть аккумуляторных батарей), что автоматически исключает возможность применения гироскопических систем рекуперации энергии. Машины, оснащённые системой KERS, были допущены к гонке в 2009 году по особым правилам квалификации. С 2010 года они могут бороться за баллы и чемпионский титул. В 2012 году победу впервые одержал первый автомобиль с системой KERS. Им стал Audi R18 e-tron, оснащённый гироскопическим гибридным приводом разработки Williams Hybrid Power. При включении энергия от этого привода подавалась на передние колёса. Использование KERS подобного типа разрешалось только на определённых участках трассы при ускорении по крайней мере до 120 км/ч. Таким образом, нивелировалось преимущество полного привода при выходе из поворотов. В том же году Toyota также представила гибридный автомобиль — TS030 Hybrid с приводом KERS, подающим энергию на задние колёса. Благодаря этому его использование не было ограничено.

### Тормоза
С увеличением скорости движения автомобилей по трассе остро встал вопрос безопасного торможения для входа в сравнительно медленные повороты, такие как поворот Мюльсанн. Дисковые тормоза впервые появились на Jaguar C-Type, участвовавшем в гонке в 1953 году. На Mercedes-Benz 300 SLR в 1955 году впервые была реализована концепция аэродинамического тормоза, в качестве которого использовался большой выдвижной спойлер в задней части автомобиля.
В 1980-х годах на большинстве болидов Группы C в качестве меры безопасности стала устанавливаться антиблокировочная тормозная система, которая помогала сохранять контроль над машиной даже на скорости около 320 км/ч. В конце 1990-х стали применяться тормоза из армированного углерод-углеродного композитного материала, отличающиеся большей эффективностью и надёжностью.

## Успехи производителей и пилотов
Список водителей, команд и машин-победителей см. в статье Список победителей гонки „24 часа Ле-Мана“.

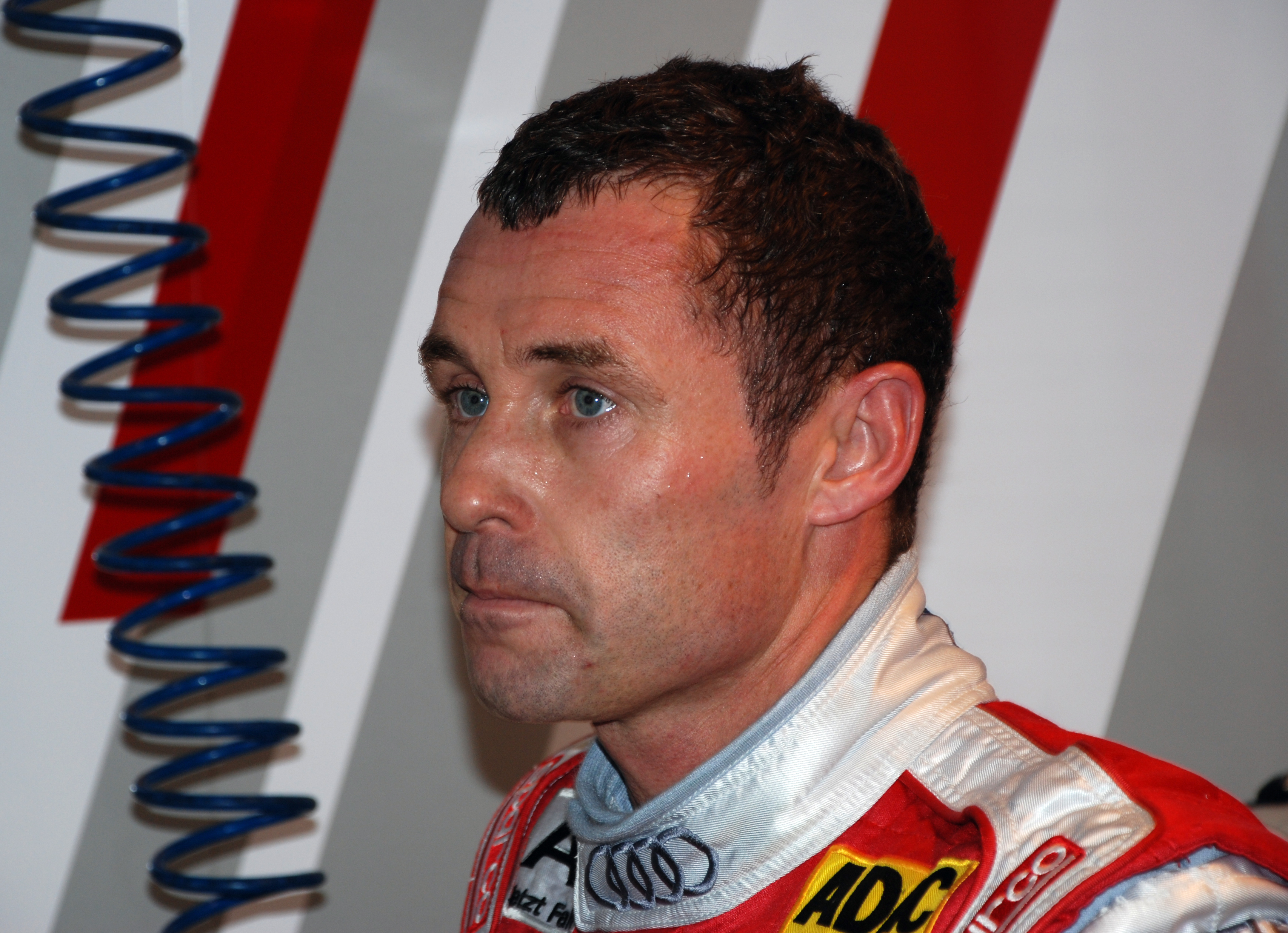
Датский пилот Том Кристенсен одержал победу в гонке рекордные девять раз

За многолетнюю историю Ле-Мана многие производители одерживали победу в общем зачёте и ещё большему количеству удалось победить в своём классе. Самый внушительный послужной список у Porsche: 19 побед в общем зачёте, включая семь подряд с 1981 по 1987 год. На втором месте — Audi с тринадцатью победами, затем идёт Ferrari с одиннадцатью, включая шесть побед подряд с 1960 по 1965 год, а также победы на суточном марафоне в 2023 и 2024 годах. До 2014 года бесспорным лидером гонки являлась Audi, которая за четырнадцать лет своего участия в „24 часах Ле-Мана“ выиграла двенадцать раз. Audi и Team Joest имеют в своём активе два хет-трика, первый из которых датируется 2000, 2001 и 2002 годами. Jaguar становился победителем семь раз; Bentley, Alfa Romeo и Ford в разное время одерживали по четыре победы подряд, причём у Bentley помимо этого есть также две одиночные победы. В 1991 году болид Mazda стал единственным автомобилем-победителем с роторным двигателем, одной из отличительных черт марки Mazda.
Наиболее титулованными являются два пилота. Поначалу рекорд принадлежал Жаки Иксу, одержавшему в период с 1969 по 1982 год шесть побед и удостоенному за это звания почётного гражданина города Ле-Ман. Однако датчанин Том Кристенсен сумел побить этот рекорд, одержав девять побед в период с 1997 по 2013 год, в том числе шесть из них подряд. Трёхкратный победитель Ле-Мана Вульф Барнато (1928-1930) и легендарный американский гонщик Эй-Джей Фойт (1967) по сей день являются единственными пилотами, выигрывавшими все гонки, в которых участвовали.
Анри Пескароло одержал победу четыре раза, он также рекордсмен по количеству гонок Ле-Мана, в которых он принимал участие, — 33. Японский гонщик Ёдзиро Тэрада, на данный момент действующий пилот, является рекордсменом Ле-Мана по количеству гонок, в которых он выходил на старт, но не одержал победу в общем зачёте. Грэм Хилл — единственный гонщик, обладающий так называемой Тройной короной автоспорта, то есть выигравший гонки 500 миль Индианаполиса (в 1966 году), Гран-при Монако (1963, 1964, 1965, 1968, 1969 гг.) и „24 часа Ле-Мана“ (1972 г.).

## Аварии
См. также: Список аварий со смертельным исходом
Из-за высокой скорости движения во время гонки на трассе случались аварии; некоторые из которых приводили к смерти пилотов и зрителей. Самое страшное происшествие в истории Ле-Мана и автоспорта вообще, унёсшее жизни более 80 зрителей и пилота Пьера Левега, произошло во время гонки 1955 года. Авария была настолько ужасна, что после Ле-Мана 1955 года был отменён ряд других крупных и небольших гонок, в том числе Гран-при Германии и Швейцарии (последняя даже наложила полный запрет на проведение кольцевых автомобильных гонок на своей территории, который был снят только в 2007 году). Инцидент повлёк за собой введение многочисленных правил в отношении безопасности как водителей, так и зрителей на всех автогонках. В 1986 году Йо Гартнер врезался на своём Porsche 962C в ограждение на прямой Мюльсанн, в результате чего погиб на месте. В 1997 году во время тренировочного заезда погиб пилот Себастьен Анжольра.
В одном из наиболее заметных недавних происшествий несчастье снова произошло с командой Mercedes-Benz — правда, на этот раз обошлось без жертв. Выставленные на гонку 1999 года болиды Mercedes-Benz CLK GTR из-за нестабильных аэродинамических характеристик при определённых условиях могли потерять сцепление с землёй и взлететь в воздух. Первоначально такое случилось во время тестового заезда в Ле-Мане, после чего команда Mercedes заявила о том, что проблема устранена. Однако авария снова повторилась во время разминки за несколько часов до старта гонки. В обоих случаях за рулём находился пилот Марк Уэббер. Заключительный, наиболее серьёзный инцидент произошёл уже в ходе самой гонки, когда CLK GTR под управлением гонщика Питера Дамбрека взмыл над трассой, перелетел через защитное ограждение и, пролетев несколько метров, приземлился в лесу. Во всех трёх авариях никто из гонщиков не получил серьёзных травм, однако Mercedes-Benz оперативно снял с гонки оставшуюся машину и свернул всё производство спорткаров.
В 2011 году произошли шокирующе выглядевшие аварии с участием двух из трёх заводских Audi, выступающих в классе LMP1. В конце первого часа гонки болид с номером 3 под управлением Алана Макниша столкнулся с одним из Ferrari класса GT, на полном ходу врезался в барьер из покрышек в районе шикан Dunlop и взлетел в воздух. Осколки кузова перелетели через барьер, едва не травмировав находящихся там фотокорреспондентов. На одиннадцатом часу гонки произошёл другой несчастный случай, на этот раз с болидом № 1 под управлением Майка Роккенфеллера. Судя по всему, авария также произошла из-за контакта с другим автомобилем Ferrari GT. Перед заходом на поворот Indianapolis Audi Роккенфеллера влетел во внешнее заграждение на скорости более 270 км/ч. От машины остался только каркас безопасности, к тому же было сильно повреждено ограждение трека, на время ремонта которого пришлось остановить гонку. Причиной того, что в обоих авариях никто не пострадал, несмотря на полностью уничтоженные автомобили, считают переход Audi в 2011 году на использование кузовов с закрытым кокпитом. Системы безопасности автомобилей постоянно совершенствуются. Недавно опубликованные новые правила на сезон 2014 года устанавливают, что все модели для данной гонки должны иметь закрытую кабину. Это требование стало прямым следствием аварии 2011 года.
В 2012 году гонщик Энтони Дэвидсон, выступающий за вернувшуюся в соревнования команду Toyota, столкнулся с Ferrari 458 Italia под управлением Пьерджузеппе Перразини, взлетел в воздух и на высокой скорости врезался в заграждение из шин на повороте Мюльсанн. Ferrari также врезался в этот барьер, перевернулся и остался лежать на крыше. От удара у Дэвидсона произошёл перелом нескольких позвонков.
В 2013-м году датчанин Аллан Симонсен, пилотируя Aston Martin Vantage, поскользнулся на разметке в вираже Tertre Rouge и неудачно вылетел в отбойник. Машина ударилась о барьер стороной пилота: сила соприкосновения была такой, что у машины был повреждён каркас безопасности и оторваны обе двери на той стороне машины. Пилот был оперативно извлечён из машины и доставлен в госпиталь, но датчанина спасти не удалось.

## «24 часа Ле-Мана» в культуре
В кинематографе
- О гонке 1969 года, знаменитой особо упорной борьбой на финише, рассказывается в короткометражном фильме «Дьявольский круг» (La Ronde Infernale). Фильм демонстрировался в ограниченном кинопрокате, но доступен на DVD.
- В 1971 году на экраны вышел популярный фильм о гонке «24 часа Ле-Мана» с участием Стива Маккуина под названием «Ле-Ман», в котором Маккуин сыграл гонщика Майкла Дилэйни, выступавшего в 1970 году за команду Gulf Porsche. Съёмки проходили во время гонки с использованием модифицированных гоночных машин, на которых были установлены кинокамеры. Для съёмок динамичных сцен после гонки использовались специально приобретённые Porsche 917, Ferrari 512 и Lola T70. Porsche 908, на котором была установлена одна из камер, даже смог финишировать. Однако он слишком сильно отстал от остальных машин (из-за длительной процедуры смены киноплёнки в боксах), поэтому его результат засчитан не был.
- События гонки 2002 года также упоминаются в фильме «Мишель Вальян: Жажда скорости» (Michel Valliant) об автогонщике, герое французских комиксов. При создании фильма снова использовались съёмки с камер, установленных прямо на гоночных машинах, однако этот фильм не снискал такой же популярности, как в своё время кинокартина «Ле-Ман». В телесериале 1974 года The Goodies[англ.] эпизод The Race[англ.] рассказывал о попытке комедийной троицы участвовать в гонке Ле-Ман.
- В 2008 году вышел документальный фильм Truth in 24[англ.], озвученный Джейсоном Стейтемом, в котором повествуется о подготовке команды Audi к завоеванию пятого подряд титула в 2008 году. В фильме были использованы кадры реальных соревнований в течение сезона, а также самой гонки Ле-Ман.
- В 2019 году вышел фильм «Ford против Ferrari», рассказывающий о разработке гоночного автомобиля Ford GT40, принёсшего компании Ford четыре подряд победы в гонке, американским автоконструктором Кэроллом Шелби и истории гонщика Кена Майлза и его участии в гонке 1966 года[англ.].

В видеоиграх
- На тему гонки также было создано несколько видеоигр. Некоторые из них позволяли соревноваться на протяжении полных 24 часов. Большинство игр использовали имя Ле-Мана в названии, хотя в вышедшей на PlayStation 2 игре Gran Turismo 4 был также представлен полный круг трассы «Сарта» (как с шиканами на прямой Мюльсанн, так и без них), на которой можно было участвовать в 24-часовой гонке. Игра для Xbox 360, PlayStation 3 и PC под названием Race Driver: Grid в конце каждого игрового сезона также предлагает попробовать себя на трассе «Сарта», хотя гонка по умолчанию длится всего 12 минут. Игрок, однако, может выбрать длительность гонки на своё усмотрение — от 12 минут до 24 часов.

## Трансляции
Сезоны «24 часов Ле-Мана» 2006 и 2007 годов целиком показывались телеканалом Motors TV. Трансляция включала техническую инспекцию автомобилей, квалификацию, парад пилотов, прогревочный круг и всю гонку от начала до конца. В США полную трансляцию гонки обеспечивает канал Speed Channel. Прямая трансляция ведётся либо в телевизионном эфире, либо онлайн. Она состоит из эфира, предоставляемого французским вещателем, и собственных материалов от работающей на месте бригады. В 2008 году канал Eurosport подписал многолетний контракт на показ полной гонки, включая квалификацию и соревнования мотоциклов. Вся гонка 2008 года попеременно транслировалась часовыми отрезками на основном канале и на канале Eurosport 2. В предшествующие годы несколько часов гонки обычно не показывались из-за конфликта с другими спортивными событиями. Дополнительно прямая трансляция также была доступна на веб-сайте Eurosport, хотя и не бесплатно. Начиная с 2009 года непрерывная трансляция всех 24 часов гонки распределяется между каналами Eurosport и Eurosport 2 без упущений. В Австралии гонка 2012 года целиком транслировалась в прямом эфире на канале Ten Sport.
Радиотрансляция гонки ведётся на Радио Ле-Ман (на английском языке). В течение всех 24 часов (а также до и после соревнований) поклонникам гонки предлагается возможность слушать прямой радиоэфир непосредственно с места событий и комментарии. Radio Le Mans также ведёт онлайн-трансляцию на своём веб-сайте.

## Гонки классических автомобилей
Le Mans Legend
С 2001 года ACO разрешил проведение гонки Le Mans Legend на трассе «Сарта» во время предшествующей гонки «24 часа Ле-Мана» недели. В показательных гонках соревнуются классические автомобили, ранее принимавшие участие в гонке Ле-Ман, либо их аналоги. Каждый год на трассу выходят автомобили, представляющие определённую эру автоспорта, каждый раз разную. В гонке участвуют преимущественно любители, однако иногда появляются и известные пилоты за рулём автомобилей, на которых они когда-то выступали, например Стирлинг Мосс.
Le Mans Classic
Начиная с 2002 года гонка Le Mans Classic стала проводиться в июле на всей дистанции 13-километрового трека раз в два года. Соревнования проходят в течение полных 24 часов с началом в установленное время, благодаря чему автомобили одной эры могут соревноваться друг с другом. Команды обычно представляют по одной машине в каждом классе, и победитель определяется по сумме баллов, полученных в пяти или шести классах. Классы определяются в зависимости от эры, в которой автомобили могли бы участвовать в гонке «24 часа Ле-Мана». Точные характеристики классов пересматриваются на каждых соревнованиях, так как минимальный возраст автомобилей сдвигается на 2 года. На первой гонке было представлено 5 классов автомобилей, соревнующихся в нескольких коротких заездах. На последующих соревнованиях уже было 6 классов и заезды были малочисленнее, но продолжительнее.
Для участия в гонке водители должны иметь международную лицензию FIA. Мероприятия также включают парад классических автомобилей и аукцион.